# Jarek Habekov
 Jarek Habekov  falu Horvátországban Krapina-Zagorje megyében. Közigazgatásilag Hrašćinához tartozik.

## Fekvése
Krapinától 28 km-re délkeletre, községközpontjától 1 km-re nyugatra a megye északkeleti részén, a Horvát Zagorje területén fekszik.

## Története
A településnek 1869-ben 152, 1910-ben 309 lakosa volt. Trianonig Varasd vármegye Zlatari járásához tartozott.
2001-ben 183 lakosa volt.

## Külső hivatkozások
Hrašćina község hivatalos oldala